# Тапперйок
Тапперйок — река в России, течёт по территории Ловозерского района Мурманской области. Впадает в озеро Сейявр (Ефимозеро) на высоте 189 м над уровнем моря. Длина реки составляет 20 км, площадь водосборного бассейна 88 км².

## Данные водного реестра
По данным государственного водного реестра России относится к Баренцево-Беломорскому бассейновому округу, водохозяйственный участок реки — Воронья от гидроузла Серебрянское 1 и до устья. Речной бассейн реки — бассейны рек Кольского полуострова, впадает в Баренцево море.
Код объекта в государственном водном реестре — 02010000812101000003997.